# Listă de programe difuzate pe Adult Swim
Aceasta este o listă de programe de televiziune difuzate anterior sau în prezent pe blocul Adult Swim, difuzat noaptea pe Cartoon Network în Statele Unite. Deși ambele canale împărtășesc același spațiu de canal, Adult Swim este clasificat ca o entitate separată în scopul evaluărilor Nielsen.

## Seriale difuzate în prezent

### Animație
| Titlu                       | Difuzat original | Note                        |
| --------------------------- | ---------------- | --------------------------- |
| Primal                      | 2019–prezent     | [ 1 ] [ 2 ]                 |
| Rick și Morty               | 2013–prezent     | [ 3 ] [ 4 ]                 |
| Robot Chicken               | 2005–prezent     | [ 5 ] [ 6 ]                 |
| YOLO                        | 2020–prezent     | [ 7 ] [ 8 ] [ 9 ]           |
| Teenage Euthanasia          | 2021–prezent     | [ 10 ]                      |
| Smiling Friends             | 2022–prezent     | [ 11 ] [ 12 ]               |
| Royal Crackers              | 2023–prezent     | [ 13 ] [ 14 ]               |
| Unicorn: Războinicii eterni | 2023–prezent     | [ 15 ]                      |
| Aventurile mele cu Superman | 2023–prezent     | [ 16 ] [ 17 ] [ 18 ] [ 19 ] |

### Live-action
| Titlu               | Difuzat original | Note                 |
| ------------------- | ---------------- | -------------------- |
| The Eric Andre Show | 2012–prezent     | [ 20 ] [ 21 ] [ 22 ] |

### Redifuzare
| Titlu                                   | Difuzat original | Note         |
| --------------------------------------- | ---------------- | ------------ |
| Tată în stil american                   | 2005–prezent     |              |
| Futurama                                | 2003–prezent     |              |
| King of the Hill                        | 2009–prezent     | [ 23 ]       |
| Bob's Burgers                           | 2013–prezent     | [ 24 ]       |
| Ten Year Old Tom                        | 2021–prezent     |              |
| Laboratorul lui Dexter                  | 2023–prezent     | [ a ] [ 25 ] |
| Ed, Edd și Eddy                         | 2023–prezent     | [ a ] [ 25 ] |
| Curaj, câinele cel fricos               | 2023–prezent     | [ a ] [ 25 ] |
| Negrele aventuri ale lui Billy și Mandy | 2023–prezent     | [ a ] [ 25 ] |
| Vaca și puiul                           | 2023–prezent     | [ a ] [ 25 ] |
| Eu sunt Nevăstuică                      | 2023–prezent     | [ a ]        |

### Difuzări online
| Titlu                                          | Difuzat original  | Note          |
| ---------------------------------------------- | ----------------- | ------------- |
| Your Pretty Face Is Going to Hell: The Cartoon | 21 octombrie 2022 | [ 26 ] [ 27 ] |

## Seriale viitoare

### Serii originale
| Titlu                       | Note                 |
| --------------------------- | -------------------- |
| Rick și Morty: The Anime    | [ 28 ] [ 29 ] [ 30 ] |
| Common Side Effects         | [ 31 ]               |
| Get Jiro!                   | [ 32 ]               |
| Women Wearing Shoulder Pads | [ 33 ]               |

## Seriale anulate
=== Programe originale ===
| Titlu                                                                   | Difuzat original | Descriere |
| ----------------------------------------------------------------------- | ---------------- | --- |
| Art Prison                                                              | 2018             | Difuzat pe 29 iulie 2018. |
| Bad Guys                                                                | 2016             | Difuzat pe 4 decembrie 2016. |
| Captain Sturdy: The Originals                                           | 2003             | Produs de Renegade Animation. Continuarea/relucrarea unui pilot Cartoon Network din 2001 (Captain Sturdy: „Înapoi în acțiune!”) destinat inițial copiilor. Respins de Adult Swim. |
| Cheyenne Cinnamon and the Fantabulous Unicorn of Sugar Town Candy Fudge | 2010             | Prezintă vocile lui Neko Case și MC Chris. Pilotul a fost difuzat pe 29 martie 2010, în calitate de câștigător al unui concurs de popularitate online sponsorizat de Burger King. Nu a fost preluat ca o serie. |
| Chuck Deuce                                                             | 2018             | Difuzat pe 13 mai 2018. |
| Di Bibl                                                                 | 2019             | Difuzat pe 22 aprilie 2019. |
| Duckworth                                                               | 2011             | Live-action pilot creat de Dave Willis și Matt Harrigan (co-creatorul filmelor Assy McGee și Perfect Hair Forever) cu Matt Berry, Dana Snyder, Jason Mantzoukas și Bill Raymond. Pilot a fost difuzat în „DVR Theatre” de la Adult Swim pe 18 ianuarie 2011. |
| The Finkel Files                                                        | 2002             | Difuzat în 2002. |
| Filthy Sexy Teen$                                                       | 2013             | Pilot de acțiune live creat de Paul Scheer, Jonathan Stern și Curtis Gwinn. Produs de Abominable Pictures și compania lui Scheer 2nd Man On The Moon. Premiera pe 10 octombrie 2013. Preluat ulterior de serviciul online Fullscreen. |
| Gigglefudge, USA!                                                       | 2016             | Difuzat pe 11 aprilie 2016. |
| The Groovenians                                                         | 2002             | Creat de Kenny Scharf și produs de Cartoon Network Studios. Respins din cauza recenziilor extrem de negative din partea criticilor și a publicului. |
| The Hindenburg Explodes!                                                | 2016             | Comedie live-action centrată pe dezastrul Hindenburg. Creat de Rob Corddry, Josh Perilo și Jonathan Stern. Difuzat pe 2 decembrie 2016. |
| Hunky Boys Go Ding-Dong                                                 | 2018             | Produs de PFFR. Difuzat pe 4 decembrie 2018. |
| Korgoth of Barbaria                                                     | 2006             | Creat de Aaron Springer. Regia animației este realizată de Genndy Tartakovsky de la Cartoon Network Studios. A avut premiera pe 4 iunie 2006. Au mai fost comandate două storyboard-uri, dar serialul nu a primit acordul verde din motive financiare. Afișat ca umplere pentru ora de vară în timpul Toonami.                                                                               |
| Let's Fish                                                              | 2007             | Creat de Mark Rivers. Cu Scott Adsit și Brendon Small. Pilot respins de Adult Swim. |
| The Lewis Lectures                                                      | 2002             | Un scurt Soup2Nuts creat de Merrill Markoe. Cu Jack Black în rolul unui câine asemănător lui Tony Robbins. Pilot respins de Adult Swim. |
| Macbeth with Dinosaurs                                                  | 2021             | Pilot încărcat pe canalul YouTube al Adult Swim pe 9 septembrie 2021. Difuzat pe Adult Swim la 1 februarie 2023. |
| The Mark Lembeck Technique                                              | 2016             | Comedie live action cu Jason Alexander. Difuzat pe 2 decembrie 2016. |
| Neon Knome                                                              | 2008             | Creat de Ben Jones și produs de PFFR. S-a mutat la Cartoon Network din cauza directorilor de la Adult Swim care au considerat că este prea „uimitor de drăguț” pentru bloc și a fost transformat în The Problem Solverz, cu Cartoon Network Studios și Mirari Films producând seria. |
| Oh My God, Yes!                                                         | 2023             | Difuzat pe 1 februarie 2023. |
| Ole Bud's ANU Football Weekly                                           | 2018             | Difuzat pe 22 octombrie 2018. |
| Paid Programming                                                        | 2009             | Pilotul a fost difuzat ca un special neanunțat pe 3 noiembrie 2009, apoi a fost retransmis în fiecare marți-joi până pe 3 decembrie 2009. Nu a fost preluat pentru un serial complet, după cum a confirmat când creatorul, H. Jon Benjamin, l-a numit un „eșec abject”. |
| Penguins Behind Bars                                                    | 2003             | Scurtmetraj de 22 de minute creat de Janet Perlman. A fost difuzat o dată pe 20 iulie 2003 și nu a primit confirmare până când a fost încărcat pe site-ul Adult Swim din cauza cererii fanilor. |
| Pibby                                                                   | 2021             | Creat de Dodge Greenley și produs de Cartoon Network Studios. Trailerul conceptului a fost încărcat pe canalul YouTube Adult Swim pe 30 octombrie 2021. Trailerul a primit o popularitate pe scară largă online, iar conceptul va fi extins în timpul difuzării Ziua Păcălelilor 2022 de la Adult Swim. Pe 3 octombrie 2023, Greenley a anunțat că Pibby nu va merge mai departe ca o serie. |
| The Pound Hole                                                          | 2015             | Set scurt de 15 minute pentru prezentarea pilotului pe 20 aprilie 2015. |
| Saddle Rash                                                             | 2002             | Creat de Loren Bouchard, co-creatorul Home Movies și creatorul Bob's Burgers. A fost respins de Adult Swim. |
| Snake 'n' Bacon                                                         | 2009             | Pilotul a fost difuzat pentru prima dată pe 10 mai 2009. A fost înscris într-un concurs de popularitate Burger King care urmează să fie difuzat în martie și apoi reevaluat pentru o serie de difuzare, dar nu a avut succes. |
| Southies                                                                | 2011             | Comedie animată despre o familie din South Boston. Creat de Carl W. Adams, care a lucrat la Dr. Katz, Home Movies și Assy McGee. Pilot a fost difuzat în Teatrul DVR al Adult Swim pe 19 ianuarie 2011. |
| Stiff                                                                   | 2007             | Special live-action de la Matt Maiellaro, difuzat pe Adult Swim pe 31 octombrie 2007. |
| That Crook'd 'Sipp                                                      | 2007             | Creat de Nick Weidenfeld, Jacob Escobedo și Mike Weiss și cu David Banner. Pilot a fost difuzat pe 13 mai 2007. Ideea emisiunii a fost abandonată și ulterior produsă în specialul de o oră Freaknik: The Musical, care a fost difuzat pentru prima dată pe 7 martie 2010. |
| Totally for Teens                                                       | 2011             | Pilot din Derrick Beckles (TV Carnage, Street Carnage) și Sabrina Saccoccio și produs executiv de Vernon Chatman (PFFR, Wonder Showzen, Xavier: Renegade Angel) și Ari Fishman din The Daily Show. Pilot a fost difuzat în „Teatrul DVR” al Adult Swim pe 20 ianuarie 2011. |
| Trap Universe                                                           | 2018             | Creat de J.J. Villard, care a creat King Star King și mai târziu J.J. Basmele lui Villard pentru Adult Swim. Difuzat pe 13 mai 2018. |
| Übermansion                                                             | 2013             | Pilot animat de Zeb Wells și Matthew Senreich. Produs de Stoopid Buddy Stoodios și Stoop!d Monkey. Pilotul a fost lansat online pe 22 iulie 2013, ca parte a unui vot pentru a decide dacă va fi difuzat sau nu pe 26 august. Pilotul a câștigat și a fost difuzat la televizor pe 26 august 2013. Mai târziu, preluat de serviciul online Crackle și reintitulat SuperMansion.              |
| Welcome to Eltingville                                                  | 2002             | Adaptare după cartea de benzi desenate, câștigătoare a Eisner Award, Dork! de Evan Dorkin. |
| Yenor                                                                   | 2023             | Creat de Matt Maiellaro. Difuzat la 1 februarie 2023. |

### Speciale originale
Pentru programarea specială lansată sub bannerul „Reclame”, vă rugăm să consultați Reclame.
| Titlu                                                          | Difuzat original | Descriere |
| -------------------------------------------------------------- | ---------------- | --- |
| The Adult Swim Golf Classic: Daly vs. Scott                    | 2016             | Difuzat pe 8 aprilie 2016. Versiunea extinsă de 72 de minute a fost disponibilă pe site-ul Adult Swim. |
| Adult Swim Yule Log (ca The Fireplace)                         | 2022             | Difuzat pe 11 decembrie 2022. |
| Ambient Swim: Vintertog                                        | 2023             | Difuzat pe 31 martie 2023. |
| Anime Talk Show                                                | 2004             | Space Ghost îi intervievează pe Meatwad de la Aqua Teen Hunger Force, Sharko de la Sealab 2021 și Early Cuyler de la Squidbillies. A difuzat un răspuns la episodul pilot din Perfect Hair Forever, care a prejudiciat în mod neașteptat pilotul Squidbillies.                                                                           |
| Bagboy                                                         | 2015             | Difuzat pe 20 februarie 2015. |
| Ballmastrz: Rubicon                                            | 2023             | Difuzat pe 20 februarie 2023. Sequel to Ballmastrz: 9009. |
| Beforel Orel: Trust                                            | 2012             | Difuzat pe 18 noiembrie 2012; a anunțat după un maraton Mary Shelley's Frankenhole. Prequel la Moral Orel. |
| Brett Gelman’s Dinner in America                               | 2016             | Difuzat la 1 iulie 2016. Finala specială Brett Gelman. |
| Bushworld Adventures                                           | 2018             | Parodie animată de 11 minute după Rick și Morty din Michael Cusack. Afișat neanunțat pe 1 aprilie 2018. |
| Christmas in December                                          | 2009–10          | O parodie de reclamă de Crăciun, cu o compilație de mini-reclame publicitare din magazinul Adult Swim. |
| Dinner with Family with Brett Gelman and Brett Gelman's Family | 2015             | Difuzat pe 20 februarie 2015. |
| Dinner with Friends with Brett Gelman and Friends              | 2014             | Acțiune live, parodiază specială de 30 de minute Cina pentru cinci. Difuzat pe 24 aprilie 2014. |
| Earth Ghost                                                    | 2011             | Difuzat pe 1 aprilie 2011, ca parte a unei farse de Ziua Păcălelilor de Aprilie. Este o versiune a pilotului Lowe Country care a fost lansat online în mai 2007. În această versiune, George Lowe este înlocuit cu un CGI Space Ghost, împreună cu toți oamenii cu care a interacționat, înlocuit cu un CGI. înlocuitori de ei înșiși.   |
| Freaknik: The Musical                                          | 2010             | O specială de 60 de minute cu T-Pain, Rick Ross, Lil Wayne, Andy Samberg și numeroși alți invitați speciali. Acesta a fost planificat inițial ca un serial intitulat That Crook'd 'Sipp, dar planul serialului a fost abandonat și schimbat într-un special de o oră, care a fost difuzat pentru prima dată pe 7 martie 2010.            |
| The Greatest Event in Television History                       | 2012–14          | Fiecare episod a fost difuzat periodic ca o serie de programe speciale. Creatorul Adam Scott a confirmat că s-a încheiat. |
| Harvey Birdman: Attorney General                               | 2018             | Difuzat pe 15 octombrie 2018. Continuarea filmului Harvey Birdman, avocat. |
| Infomercials                                                   | 2009–prezent     | Speciale de comedie de televiziune americană de 15 minute, care exploatează formatul informațional, precum și alte programe de slot cimitir. |
| Joe Pera Helps You Find the Perfect Christmas Tree             | 2016             | Difuzat pe 9 decembrie 2016. |
| King Star King!/!/!/                                           | 2023             | Difuzat pe 13 februarie 2023. Continuarea filmului King Star King. |
| KRFT Punk's Political Party                                    | 2019             | Difuzat pe 8 martie 2019. |
| Mother, May I Dance with Mary Jane's Fist?                     | 2018             | Specială de patruzeci și cinci de minute de la Mary Elizabeth Ellis și Artemis Pebdani. Bazat pe o piesă cu același nume. Difuzat pe 7 ianuarie 2018, la miezul nopții. |
| Metalocalypse: The Doom Star Requiem                           | 2013             | Special opera rock de o oră din seria Adult Swim Metalocalypse. Difuzat pe 27 octombrie 2013. |
| Mr. Neighbor's House                                           | 2016–18          | Creat de Brian Huskey, Jason Mantzoukas și Jesse Falcon. Parodie a emisiunilor pentru copii precum Cartierul domnului Rogers. Două specialități produse. |
| Scavengers                                                     | 2016             | Difuzat pe 24 decembrie 2016. |
| Smalls                                                         | 2018–prezent     | O serie de scurtmetraje de la o mare varietate de creatori. Au fost difuzate diverse scurtmetraje, inclusiv May I Please Enter?, Shop: A Pop Opera, Wet City, Jamir at Home și OPAL de Jack Stauber. la televizor ca speciale. Alte scurtmetraje au fost lansate exclusiv pe site-ul Adult Swim și/sau pe canalul YouTube al Adult Swim. |
| Scott Pilgrim vs. The Animation                                | 2010             | Scurtmetraj animat de 5 minute produs de Titmouse, Inc. creat pentru a promova Scott Pilgrim vs. the World. Difuzat pe 12 august 2010, în două părți în pauzele publicitare. |
| Soft Focus                                                     | 2018—19          | Creat de Jena Friedman. Prima specială a fost difuzată pe 18 februarie 2018, iar al doilea a fost difuzat pe 25 ianuarie 2019. |
| Too Many Cooks                                                 | 2014             | Scurtmetraj suprarealist de comedie neagră creat, scris și regizat de Casper Kelly, care a devenit un videoclip viral online. |
| Toonami: Countdown Supercut                                    | 2018             | Editarea specială a interstițiilor Toonami: Countdown împreună într-o narațiune completă. Difuzat pe 7 aprilie 2018. |
| The Xtacles                                                    | 2008             | Spin-off special pentru Frisky Dingo. Au fost produse doar două episoade. Ambii au fost difuzat împreună pe 9 noiembrie 2008. Un scurtmetraj animat care face o punte între emisiune și Frisky Dingo a fost produs ca o caracteristică specială pe DVD-ul sezonului 2 al lui Frisky Dingo pe 6 ianuarie 2009.                            |
| Young Person's Guide to History                                | 2008             | O specială în două părți de la creatorii lui Saul of the Mole Men. |

### Scurte și specialități sindicalizate
| Titlu                             | Difuzat original | Descriere |
| --------------------------------- | ---------------- | --- |
| A Day in the Life of Ranger Smith | 2002             | Afișată inițial pe Cartoon Network în 1999, această specială de televiziune produsă de Spümcø a fost un omagiu adus lui Yogi Bear/Ranger Smith. |
| The Animation Show                | 2005             | Scurtmetraje animate din The Animation Show 2003. Prezintă Billy's Balloon, Intermission și Mike's Pencil Test. Difuzat în noiembrie 2005. |
| Batman: Strange Days              | 2014             | Scurtmetraj animat creat pentru cea de-a 75-a aniversare a lui Batman. Inițial difuzat pe Cartoon Network ca parte a DC Nation. Difuzat pe 10 mai 2014, în timpul unei pauze publicitare a unui episod Beware the Batman.                                                                |
| Batman Beyond                     | 2014             | Scurtmetraj animat creat pentru cea de-a 75-a aniversare a lui Batman. Inițial difuzat pe Cartoon Network ca parte a DC Nation. Difuzat pe 2 august 2014, în timpul unei pauze publicitare a unui episod Beware the Batman. A nu se confunda cu serialul de televiziune cu același nume. |
| Blade Runner Black Out 2022       | 2021             | Un scurtmetraj anime bazat pe franciza Blade Runner. Difuzat pe 26 noiembrie 2021, la emisiunea specială Toonami de vineri seara. |
| Boo Boo Runs Wild                 | 2002             | A fost difuzat inițial pe Cartoon Network în 1999, acesta a fost un omagiu adus Yogi Bear/Ranger Smith și o animație originală de Spümcø. |
| Kakurenbo: Hide and Seek          | 2005             | Scurtmetraj animat japonez centrat pe teme demonice. Difuzat pe 31 octombrie 2005. |
| Kick-Heart                        | 2013             | Scurtmetraj animat de Production I.G. Difuzat pe 31 august 2013, pe Toonami. A fost difuzată pentru a treia oară ca program de completare a orei de vară pe 2 noiembrie 2013. |
| Night of the Living Doo           | 2002             | Un scurtmetraj Scooby-Doo scris de Casper Kelly și Jeff Olson. Scurtmetrajul a făcut inițial parte din proiectul The Scooby al Cartoon Network. |
| Shelter: The Animation            | 2016             | Videoclip muzical animat japonez. Difuzat pe 31 decembrie 2016, pe Toonami. |
| The Jetsons: Father and Son Day   | 2002             | Scurtmetraj animat flash realizat de Spümcø bazat pe Familia Jetson. |
| The Jetsons: The Best Son         | 2002             | Scurtmetraj animat flash realizat de Spümcø bazat pe Familia Jetson. |

## Filme
| Titlu                                                   | Difuzat original | Descriere |
| ------------------------------------------------------- | ---------------- | --- |
| Akira                                                   | 2013             | Film de animație din 1988 bazat pe seria manga cu același nume. Premiera pe 7 decembrie 2013, pe Toonami. |
| Aqua Teen Hunger Force Colon Movie Film for Theaters    | 2008             | Un lungmetraj original Adult Swim bazat pe Aqua Teen Hunger Force și a fost prima adaptare cinematografică a unei serii Adult Swim. A fost lansat în cinematografe pe 13 aprilie 2007. Filmul și-a făcut debutul oficial la televiziune pe 31 martie 2008, la Adult Swim. |
| Aqua Teen Forever: Plantasm                             | 2023             | Un film original Adult Swim. A fost lansat pentru prima dată direct-to-video pe 8 noiembrie 2022, iar mai târziu Max pe 8 februarie 2023. Ulterior, a avut premiera la televizor pe 19 martie 2023. |
| Batman: Gotham Knight                                   | 2020             | Premiera pe 22 august 2020, pe Toonami. |
| Batman: Hush                                            | 2022             | Premiera pe 17 septembrie 2022, pe Toonami. |
| Batman: Mask of the Phantasm                            | 2022             | Premiera pe 17 septembrie 2022, pe Toonami. |
| Batman: The Dark Knight Returns Part 1                  | 2020             | Premiera pe 15 august 2020, pe Toonami. |
| Batman: The Dark Knight Returns Part 2                  | 2020             | Premiera pe 22 august 2020, pe Toonami. |
| Batman: The Long Halloween                              | 2021             | Premiera pe 23 octombrie 2021, pe Toonami. Părțile 1 și 2 au fost difuzate împreună. |
| Batman: Under the Red Hood                              | 2021             | Premiera pe 16 octombrie 2021, pe Toonami. |
| Batman: Year One                                        | 2020             | Premiera pe 15 august 2020, pe Toonami. |
| Batman Ninja                                            | 2021             | Premiera pe 16 octombrie 2021, pe Toonami. |
| Black Dynamite                                          | 2012             | Film live-action din 2009 care a inspirat seria de animație Adult Swim. Difuzat pe 2 septembrie 2012. |
| Blade Runner 2049                                       | 2021             | Film de succes din 2017 și continuarea filmului Blade Runner din 1982. Difuzat pe 26 noiembrie 2021, în emisiunea specială de vineri seara a lui Toonami. |
| Bleach: Memories of Nobody                              | 2009             | Difuzat pe 5 septembrie 2009. |
| Bleach: The DiamondDust Rebellion                       | 2009             | Difuzat pe 5 decembrie 2009. Primul film anime difuzat pe Adult Swim în HD. |
| Children Who Chase Lost Voices                          | 2016             | Film de animație din 2011 regizat de Makoto Shinkai. Premiera pe 5 noiembrie 2016, pe Toonami. |
| Cowboy Bebop: The Movie                                 | 2005             | Premiera pe 3 septembrie 2005. Un film de teatru Cowboy Bebop bazat pe emisiunea TV. Cunoscut și sub numele de Cowboy Bebop: Knockin’ on Heaven’s Door. |
| Dragon Ball Z: Broly – The Legendary Super Saiyan       | 2014             | Film de animație din 1993 bazat pe seria anime Dragon Ball Z. Premiera pe 21 decembrie 2014, pe Toonami. |
| Dragon Ball Z: Cooler's Revenge                         | 2014             | Film de animație din 1991 bazat pe seria de anime Dragon Ball Z. Premiera pe 24 mai 2014, pe Toonami. |
| Escaflowne: The Movie                                   | 2005             | Premiera pe 10 septembrie 2005. |
| Evangelion 1.11 You Are (Not) Alone                     | 2013             | Refacere din 2007 a filmului de animație al seriei TV Neon Genesis Evangelion. Premiera pe 17 martie 2013. Primul film difuzat pe Toonami de la renașterea sa în 2012; Funimation dub. |
| Evangelion 2.22 You Can (Not) Advance                   | 2013             | Refacere din 2009 a filmului de animație al seriei TV Neon Genesis Evangelion. Continuarea lui Evangelion 1.11. Premiera pe 31 august 2013, pe Toonami; Funimation dub. |
| Fullmetal Alchemist the Movie: Conqueror of Shamballa   | 2013             | Continuarea filmului de animație din 2005 a seriei anime originale Fullmetal Alchemist din 2003. Premiera pe 21 decembrie 2013, pe Toonami. |
| Fullmetal Alchemist: The Sacred Star of Milos           | 2014             | Film de animație din 2011 bazat pe seria anime Fullmetal Alchemist: Brotherhood. Premiera pe 14 decembrie 2014, pe Toonami. |
| G.I. Joe: Resolute                                      | 2009             | O versiune de lungmetraj a scurtmetrajelor difuzate pe 25 aprilie 2009. |
| Injustice                                               | 2023             | Premiera pe 19 februarie 2023, pe Toonami. |
| Inuyasha the Movie: Affections Touching Across Time     | 2005             | Premiera pe 21 mai 2005. Primul film de teatru Inuyasha. Cunoscut și sub numele de Inuyasha: Dragostea care transcende timpul. |
| Inuyasha the Movie: The Castle Beyond the Looking Glass | 2005             | Premiera pe 28 august 2005. |
| Inuyasha the Movie: Swords of an Honorable Ruler        | 2006             | Premiera pe 12 august 2006. |
| Inuyasha the Movie: Fire on the Mystic Island           | 2006             | Premiera pe 23 decembrie 2006. |
| Justice League: The New Frontier                        | 2020             | Premiera pe 19 decembrie 2020, pe Toonami. |
| Justice League vs. the Fatal Five                       | 2023             | Premiera pe 26 februarie 2023, pe Toonami. |
| Metropolis                                              | 2005             | Premiera pe 14 mai 2005. Film de teatru bazat pe manga de Osamu Tezuka și filmul din 1927 cu același nume. |
| Mind Game                                               | 2018             | Film de animație din 2004 scris și regizat de Masaaki Yuasa. Premiera pe 1 aprilie 2018. Prezentat în audio original în limba japoneză cu subtitrare în engleză pe Toonami, ca parte a unei cascadorii lui Ziua Păcălelilor. |
| Mobile Suit Gundam: Char's Counterattack                | 2003             | Premiera pe 4 ianuarie 2003. Film de teatru bazat pe seria Mobile Suit Gundam. Ultimul program a fost difuzat în programul de sâmbătă al Adult Swim Action înainte de a fi reînnoit în 2004. |
| Read or Die                                             | 2004             | Prequel OVA din trei episoade la seria Read or Die care a avut premiera pe 23 octombrie 2004. A fost difuzată ca un singur film cu credite la sfârșit. |
| Summer Wars                                             | 2013             | Film de animație din 2009 al regizorului Mamoru Hosoda. Premiera pe 14 decembrie 2013, pe Toonami. |
| The Animatrix                                           | 2004, 2021       | Premiera pe 17 aprilie 2004. Seria de scurtmetraje animate japoneze, americane și coreene bazate pe filmele The Matrix. Premiera pe 18 decembrie 2021, pe Toonami pentru a promova The Matrix Resurrections. |
| The Room                                                | 2009             | A fost difuzat pentru prima dată pe 1 aprilie 2009, ca parte a unei farse de Ziua Păcălelilor. În 2010, a fost difuzat din nou de Ziua Păcălelilor; cu Space Ghost intervievându-l pe Tommy Wiseau în același format ca „Space Ghost Coast to Coast” ca bumps. Filmul a fost difuzat din nou pe 1 aprilie 2011, pentru al treilea an consecutiv. La 1 aprilie 2012, o parte a vernisajului a fost difuzată, înainte de a se tăia la T.O.M. de la Toonami, deschizând o noapte anunțată a blocului. |
| Trigun: Badlands Rumble                                 | 2013             | Film de animație din 2010, plasat în același univers cu seria de anime Trigun din 1998. Premiera pe 28 decembrie 2013, pe Toonami. |
| Wonder Woman: Bloodlines                                | 2020             | Premiera pe 19 decembrie 2020, pe Toonami. |